# Рожичнянська сільська рада (Шепетівський район)
Рожи́чнянська сільська́ ра́да — адміністративно-територіальна одиниця та орган місцевого самоврядування в Шепетівському районі Хмельницької області. Адміністративний центр — село Рожична.

## Загальні відомості
Рожичнянська сільська рада утворена в 1937 році.
- Територія ради: 2,965 км²
- Населення ради: 682 особи (станом на 2001 рік)

## Населені пункти
Сільській раді підпорядковані населені пункти:
- с. Рожична
- с. Орлинці
- с. Устянівка

## Склад ради
Рада складається з 14 депутатів та голови.
- Голова ради: Шевчук Ігор Володимирович
- Секретар ради: Антонюк Людмила Миколаївна

### Керівний склад попередніх скликань
| Прізвище, ім'я, по батькові | Основні відомості                                                                                  | Дата обрання | Дата звільнення |
| --------------------------- | -------------------------------------------------------------------------------------------------- | ------------ | --------------- |
| Мороз Віктор Петрович       | Сільський голова, 1957 року народження, безпартійний                                               | 26.03.2006   | 31.03.2008      |
| Наметченюк Ірина Іванівна   | Сільський голова, 1963 року народження, позапартійна                                               | 30.11.2008   | 31.10.2010      |
| Шевчук Ігор Володимирович   | Сільський голова, 1970 року народження, освіта вища, член Всеукраїнського об'єднання «Батьківщина» | 31.10.2010   |                 |

Примітка: таблиця складена за даними сайту Верховної Ради України

### Депутати
За результатами місцевих виборів 2010 року депутатами ради стали:

#### За суб'єктами висування
| Суб'єкт висування                | Кількість обраних депутатів | %    |
| -------------------------------- | --------------------------- | ---- |
| Самовисування                    | 7                           | 50   |
| Партія регіонів                  | 6                           | 42,9 |
| Політична партія «Нова політика» | 1                           | 7,1  |

#### За округами
| № округу                         | Прізвище, ім'я, по батькові  | Дата визнання обраним | Освіта             | Партійна приналежність                        | Відомості про обраного депутата                                         |
| -------------------------------- | ---------------------------- | --------------------- | ------------------ | --------------------------------------------- | ----------------------------------------------------------------------- |
| Партія регіонів                  |                              |                       |                    |                                               |                                                                         |
| 2                                | Швороб Марія Василівна       | 04.11.2010            | середня            | позапартійна                                  | пенсіонер                                                               |
| 3                                | Швороб Надія Григорівна      | 04.11.2010            | середня            | позапартійна                                  | фельдшерсько-акушерський пункт, молодша медсестра                       |
| 7                                | Антоненко Микола Миколайович | 04.11.2010            | середня спеціальна | позапартійний                                 | тимчасово не працює                                                     |
| 11                               | Верхогляд Наталія Миколаївна | 04.11.2010            | середня спеціальна | позапартійна                                  | пенсіонер                                                               |
| 12                               | Лисун Євгенія Вікторівна     | 04.11.2010            | середня            | позапартійна                                  | Рожичнянський сільський клуб, завідувачка                               |
| 14                               | Верхогляд Тетяна Михайлівна  | 04.11.2010            | середня            | позапартійна                                  | магазин, продавець                                                      |
| Політична партія «Нова політика» |                              |                       |                    |                                               |                                                                         |
| 5                                | Мельник Олена Фотіївна       | 04.11.2010            | середня спеціальна | позапартійна                                  | Орлинецький сільський клуб, завідувачка                                 |
| Самовисування                    |                              |                       |                    |                                               |                                                                         |
| 1                                | Шулик Світлана Леонідівна    | 04.11.2010            | вища               | член Партії регіонів                          | Орлинецька загальноосвітня школа І-ІІІ ст., директор                    |
| 4                                | Наметченюк Ірина Іванівна    | 04.11.2010            | середня спеціальна | позапартійна                                  | Рожичнянська сільська рада                                              |
| 6                                | Наметченюк Надія Григорівна  | 04.11.2010            | середня            | член Всеукраїнського об'єднання «Батьківщина» | приватний підприємець                                                   |
| 8                                | Харчук Юрій Іванович         | 04.11.2010            | середня спеціальна | позапартійний                                 | Корпорація «СВАРОГ», охоронець                                          |
| 9                                | Антонюк Людмила Миколаївна   | 04.11.2010            | вища               | позапартійна                                  | Рожичнянська сільська рада, секретар                                    |
| 10                               | Антонюк Леся Василівна       | 04.11.2010            | вища               | позапартійна                                  | Орлинецька загальноосвітня школа І-ІІІ ст., вихователь дитячого садочку |
| 13                               | Лисун Юрій Васильович        | 04.11.2010            | середня            | позапартійний                                 | ТОВ «Лотівка — Еліт», охоронець                                         |